# Kasprowy Wierch
Kasprowy Wierch (slovakiska: Kasprov vrch) är en 1 987 meter hög bergstopp i västra Tatrabergen på gränsen mellan Polen och Slovakien.

## Topografi
Kasprowy Wierch ligger i den västra delen av Tatrabergen och på polsk-slovakiska gränsen. Bergstoppen reser sig över tre stora dalar: Doliną Bystrej och Doliną Suchej Wody Gąsienicowej på den polska sidan och Doliną Cichą på den slovakiska sidan.

## Historia
Toppen har under lång tid besökts av turister. Redan omkring 1850 fanns det stigar genom Gąsienicowadalen och Goryczkowej Przełęczy till Zakosy. Från omkring 1910 blev Kasprowy populär bland skidåkare. För närvarande är det den mest besökta toppen av Tatrabergen; upp till 4 000 personer per dag under vintersäsongen.
På Kasprowy Wierchs sluttningar byggdes två stolliftar och ett par skidbackar: Goryczkowa och Trasa Gąsienicowa. Den 4 oktober 1936 spreds en eld på Kasprowy Wierch, som förstörde baracker samt en meteorologisk station. År 1938 byggdes Wysokogórskie Obserwatorium Meteorologiczne Kasprowy Wierch efter ritningar av Aleksander Kodelsk och Anna Kodelska. Sedan 1945 är det den högst belägna byggnaden i Polen.
Chronicles of Polish Cable Cars noterar ett flertal presidenters besök: Ignacy Mościcki (1936), Lech Wałęsa (1992), Aleksander Kwaśniewski (1996), Bronisław Komorowski (2015) och före detta presidenten i exil Ryszard Kaczorowski (flera gånger, sista gången 2003). Den 6 juni 1997 besökte påven Johannes Paulus II Kasprowy Wierch. Den 18 januari 2008 öppnade president Lech Kaczyński officiellt en ny linbana.